# 산청읍
산청읍(山淸邑)은 산청군의 군청 소재지이다. 남강의 상류 산청분지에 위치하며, 경호강에 둘러싸인 군내 교통의 요지이다. 농산물의 생산량이 많고 제사, 제지 공업이 활발하다. 교육기관으로는 초등학교 13개 교, 중학교 9개 교, 고등학교 9개교가 있다. 문화제로는 1969년에 두류평화제로 시작하여 1977년에 지리산평화제로 개칭한 지역문화예술 행사가 해마다 열린다.

## 연혁
- 삼국시대 : 지품천현의 소재지 (정곡)
- 1914년 : 월동면과 합병 군월면
- 1917년 : 지수면과 합병 산청면
- 1979년 5월 1일 산청읍 승격

## 행정 구역
- 산청리
- 옥산리
- 지리
- 모고리
- 송경리
- 차탄리
- 부리
- 병정리
- 내수리
- 정곡리
- 척지리
- 범학리
- 묵곡리
- 내리

## 교육
- 산청초등학교
- 지품초등학교 (폐교) : 산청읍 정곡척지로29번길 45 (정곡리)
- 산청중학교 : 2018년 (구)생초중학교 터로 이전
- 산청고등학교
- 산청여자중·고등학교 (폐교) : 산청읍 중앙로 41 (지리)

## 아파트
지리
- 삼한종합건설 산청 삼한사랑채 : 2014년 12월 입주.

## 특산물
- 밤
- 딸기
- 배